# Уорф (река)
Уорф (англ. River Wharfe) — река в Йоркшире.
Предполагается, что название Уорф происходит от др.-сканд. hverfi, что означает «изгиб, поворот», подразумевая извилистость реки. Однако, есть предположения, что данная древнескандинавская форма происходит от протоиндоевропейского кореня *wer-, также означающий поворот или скручивание, от которого происходят такие слова, как лат. verbena, англ. warp.
Длина — 105 км, это 21-я по длине река Великобритании. Истоки находятся в национальном парке Йоркшир-Дейлс. На большей части среднего течения Уорф является границей между графствами Уэст-Йоркшир и Норт-Йоркшир. Долина реки известна как Уорфдейл. Впадает в реку Уз.
На реке в районе Болтонского аббатства расположен Стрид (от др.-англ. stryth — «смятение»). Это несколько водопадов и порогов, в местном песчанике. Река Уорф здесь резко сужается с ширины 27 м до чуть более 2 м. Стрид — популярная среди туристов достопримечательность, однако, здесь зафиксировано большое количество несчастных случаев, вплоть до смертельного исхода.
Берега реки, по меркам Англии, мало заселены , крупнейший город — Уэтерби (около 22 тыс. человек). Йоркшир-Дэйлс и Уорфдейл отличаются природным разнообразием.

## Галерея
- Водопад Линтон
- Река в Уэтерби
- Мост в Уэтерби
- Устье Уорфа